# Vereiteln der Zwangsvollstreckung
Vereiteln der Zwangsvollstreckung ist ein Straftatbestand des deutschen Strafgesetzbuchs. Er ist in dem mit „Strafbarer Eigennutz“ überschriebenen fünfundzwanzigsten Abschnitt des Strafgesetzbuchs, dort in § 288 StGB geregelt.
Die Vorschrift lautet:
(1) Wer bei ihm drohender Zwangsvollstreckung in der Absicht, die Befriedigung des Gläubigers zu vereiteln, Bestandteile seines Vermögens veräußert oder beiseite schafft, wird mit Freiheitsstrafe bis zu zwei Jahren oder mit Geldstrafe bestraft.
(2) Die Tat wird nur auf Antrag verfolgt.

## Objektiver Tatbestand
Die Tat ist nach herrschender Meinung ein Sonderdelikt, das nur derjenige begehen kann, dem die Zwangsvollstreckung droht. Andere Personen als der Vollstreckungsschuldner können demnach nicht wegen täterschaftlicher Begehung, sondern nur wegen einer strafbaren Teilnahme bestraft werden. Eine Mindermeinung stellt demgegenüber auf ein Verständnis der Vorschrift als quasi eigenhändiges Delikt ab. Ist der Vollstreckungsschuldner eine juristische Person oder eine rechtsfähige Personengesellschaft, kommt eine Strafbarkeit ihrer Organe oder Vertreter nur nach den Grundsätzen der strafrechtlichen Organ- und Vertreterhaftung in Betracht.
Weiter muss der drohenden Zwangsvollstreckung ein begründeter Anspruch des Gläubigers zu Grunde liegen, so dass die Vorschrift nicht einschlägig ist, wenn aus nichtigen oder aufgehobenen Titeln vollstreckt werden soll.
Tathandlung ist das Veräußern oder Beiseiteschaffen eines Vermögensgegenstandes, wenn es zur Folge hat, dass die Realisierung des zu vollstreckenden Anspruchs unmöglich oder wesentlich erschwert wird.

## Subjektiver Tatbestand
Subjektiv erfordert der Tatbestand ein vorsätzliches Handeln des Täters, wobei bedingter Vorsatz ausreichend ist. Da das Gesetz ein Handeln in der Absicht des Vereitelns der Zwangsvollstreckung verlangt, liegt ein Vorsatz auch dann nicht vor, wenn der Täter in der irrigen Annahme handelt, das verbleibende Vermögen werde zur Befriedigung des Anspruchs des Gläubigers ausreichen.

## Antragsdelikt
Die Tat wird nur auf einen Strafantrag hin verfolgt. Antragsberechtigt ist der Vollstreckungsgläubiger, dessen Vollstreckungsmöglichkeiten durch die Tat beschränkt werden.